# Hotel Room Service
Hotel Room Service is een nummer van de Amerikaanse rapper Pitbull uit 2009. Het is de derde single van zijn vierde studioalbum Pitbull Starring in Rebelution. Het nummer bevat samples van de nummers Push the Feeling On van de Nightcrawlers en Rapper's Delight van The Sugarhill Gang.
Als opvolger van de wereldhit I Know You Want Me (Calle Ocho) deed "Hotel Room Service" het wereldwijd goed in de hitlijsten. In de Amerikaanse Billboard Hot 100 haalde het de 8e positie. In de Nederlandse Top 40 haalde het nummer de 14e positie, en in de Vlaamse Ultratop 50 de 10e.